# Сато, Мицуки
Мицу́ки Са́то (яп. 佐藤 みつき Сато Мицуки) — японская кёрлингистка и тренер по кёрлингу.

## Достижения
- Тихоокеанско-азиатский чемпионат по кёрлингу: золото (2005).
- Зимние Азиатские игры: серебро (2007).
- Чемпионат Японии по кёрлингу среди женщин: золото (2005), серебро (2003, 2006, 2007, 2008), бронза (1998).
- Чемпионат Японии по кёрлингу среди смешанных пар: золото (2014), бронза (2013).

## Команды
| Сезон                                               | Четвёртый        | Третий        | Второй        | Первый        | Запасной                                                              | Турниры                                  |
| --------------------------------------------------- | ---------------- | ------------- | ------------- | ------------- | --------------------------------------------------------------------- | ---------------------------------------- |
| 2002—03                                             | Юкако Цутия      | Дзюнко Сонобэ | Томоко Сонобэ | Тиэми Камэяма | Мицуки Сато                                                           | ЧЯЖ 2003                                 |
| 2004—05                                             | Юкако Цутия      | Дзюнко Сонобэ | Томоко Сонобэ | Тиэми Камэяма | Мицуки Сато                                                           | ЧЯЖ 2005                                 |
| 2005—06                                             | Юкако Цутия      | Дзюнко Сонобэ | Томоко Сонобэ | Тиэми Камэяма | Мицуки Сато тренер: Edward Dezura (ТАЧ, ЧМ)                           | ТАЧ 2005 · ЧЯЖ 2006 · ЧМ 2006 (11 место) |
| 2006—07                                             | Юкако Цутия      | Дзюнко Сонобэ | Томоко Сонобэ | Мицуки Сато   | Miyuki Satoh тренеры: Акинори Касиваги (ЗАИ), Kazuyuki Tsuchiya (ЗАИ) | ЗАИ 2007 · ЧЯЖ 2007                      |
| 2007—08                                             | Юкако Цутия      | Дзюнко Сонобэ | Томоко Сонобэ | Мицуки Сато   | Miyuki Satoh                                                          | ЧЯЖ 2008                                 |
| 2010—11                                             | Nagisa Matsumura | Юкако Цутия   | Aiko Iwasaki  | Мицуки Сато   |                                                                       |                                          |
| Кёрлинг среди смешанных пар (mixed doubles curling) |                  |               |               |               |                                                                       |                                          |
| 2012—13                                             | Мицуки Сато      | Ясуо Мотида   |               |               |                                                                       | ЧЯСП 2013                                |
| 2013—14                                             | Мицуки Сато      | Ясуо Мотида   |               |               | тренер: Aiko Iwasaki (ЧМСП)                                           | ЧЯСП 2014 · ЧМСП 2014 (18 место)         |

(скипы выделены полужирным шрифтом)

## Результаты как тренера национальных сборных
| Год  | Турнир                                                   | Сборная       | Место |
| ---- | -------------------------------------------------------- | ------------- | ----- |
| 2019 | Чемпионат мира по кёрлингу среди юниоров (группа Б) 2019 | (юниоры жен.) | 3     |
| 2020 | Чемпионат мира по кёрлингу среди юниоров (группа Б) 2020 | (юниоры жен.) | 1     |
| 2020 | Чемпионат мира по кёрлингу среди юниоров 2020            | (юниоры жен.) | 4     |